# Алберт Вілсон
А́лберт Джордж Ві́лсон (англ. Albert George Wilson; (28 липня 1918 , Х’юстон, Техас  — 27 серпня 2012 , Себастопол, Сонома, Каліфорнія )) — американський астроном і першовідкривач астероїдів.
Отримав докторський ступінь з філософії в Каліфорнійському технологічному інституті 1947 року своєю роботою «Осесиметричні теплові напруги в напівнескінченному твердому тілі».
Від 1949 року працював у Паломарській обсерваторії. 1953 року став заступником директора Ловеллівської обсерваторії. Пізніше продовжував працювати в Rand Corporation. 1962 року працював у журналі «Icarus». 1966 року прийняв посаду заступника директора Лабораторії перспективних досліджень корпорації McDonnell-Douglas (DARL), яку обіймав від 1966 до 1972 року. Потім став ад'юнкт-професором в Університеті Південної Каліфорнії, викладаючи курси з філософії та науки аж до своєї відставки. Після відходу у відставку був пов'язаним з Інститутом людини і науки та Інститутом майбутнього, читаючи лекції та консультуючи обидві групи.
Відкрив низку астероїдів (зокрема, астероїд 10000 Міріостос 30 вересня 1951 року) і був одним з першовідкривачів комети 107P / Вілсона — Гаррінгтона, яку також зареєстровано як навколоземний астероїд 4015 Вілсон — Гаррінгтон.